# 青山愛 (カウンセラー)
青山 愛（あおやま あい、1961年5月30日 - ）は、日本のカウンセラー・整体師・催眠術師・山伏・アジアヒーリング協会会長・Vシネマ女優・AV女優。

## 略歴
1961年5月30日埼玉県川口市生まれ。上海市気功研究所卒業、日本催眠学会研修終了。日本作家クラブ所属、銀座大学講師。守礼会副理事・日本エステティック協会会員・日本ソフトカイロプラクティック協会会員。
25歳で離婚後、自らのアトピー性皮膚炎と重症にきびを独自の美顔術で完治させた経験をもとにエステティックサロン開業を目指す。数々の資格学校に通い、日本エステティック協会・日本ソフトカイロプラティック協会・上海気功中医学院・日本催眠学会の認定資格を取得。学費と開業資金捻出のためホステスとして勤務していたクラブで六本木のSMクラブのオーナーからスカウトされる。SMクラブ勤めを開始後「お客の気持ちがスッと体のなかに入ってくる」ようになる。あるときプレー後に客の男性から言われた「心が癒されました」という一言から人を癒すことに開眼。カウンセリングに重点を置いたオリジナルの手法（甘え抱きしめ療法・青山式スパルタ療法・新たにやり直し療法・励まし褒め療法）を編み出す。従来のSMとは異なる独自のプレーは口コミで広がり、サラリーマンの一か月分の給料を一日で稼ぐ人気女王様となる。その後、自らのサロンを開店。SMと催眠術、整体を性風俗にて融合させた特殊な技法の風俗店経営者、兼催眠術師としてのテレビ出演多数。
1990年代に北朝鮮訪朝、高官の股間をにぎるという仰天外交で話題になる。
デリバリーヘルス青山リラク・青山ヒプノコンサルタント経営者、大人の出会い応援サイト「華の会」グループのイメージモデル、Vシネ女優、現役風俗嬢を兼ねる。

## TV出演
- 中井正広のブラックバラエティ（2004年、日本の伝統「その壱:ローソク」）
- 久本ロンブーのマルバレ（2005年6月30日、隠れM男度診断）
- くりぃむしちゅーのたりらリでイキます!! （2006年12月7日、催眠術！上田晋也にかけたら100万円）
- 千葉TV・美女の館（2010年）
- MOPAL-TV・青山愛教会（2010年 - 2011年）
- 新ナース物語（2012年）
- ロシア・トゥデイ（2013年、日本のセックス事情と催眠術）
- 第2ドイツテレビ（2014年、日本の若者のセックス離れ）
- 田村淳の地上波ではダメ！絶対！ (2016年6月23日、BSスカパー！)

## 雑誌
- SPA!（2005年5月 驚愕ミシュラン 有名人のS認定、M認定）
- 安心（2009年10月号 肌もピンクに光輝くSEX）
- 健康（2012年4月号 夫婦のセックスをenjoyする方法）
- Yha! Hip & Lip (ヤァ ! ヒップ アンド リップ) （2013年2月号 単独インタビュー）
- SPA!（2013年9月 ニッチ風俗 嬢と客の奇妙な関係）

## 新聞
- ガーディアン（2013年10月 Why have young people in Japan stopped having sex?）

## ラジオ
- JーWAVE｛PLATON｝梅沢富美男とシカルの哲学（2009年）
- FMなぎさ・ゴルフ30（2011年）
- レインボー　チャンネル（2013年）

## イベント
- 2007年7月12日　下関マグロが青い部屋で開催していた「はなしやサロン」の第3回にパフォーマーとして参加。
- 2008年2月20日　阿佐ヶ谷LoftＡ「痴女ナイト」に出演。
- 2008年5月20日　同・阿佐ヶ谷Loft Aにて「第47回 青山愛 性誕祭」を開催。

## 著書
- うつには負けないで（東邦出版）

## 活動備考
AV出演期間：2005年 - 2013年

## アダルトビデオ作品
- SEXは世界を救う（2005年2月15日、アレックス）
- 熟女のまごころ（2005年2月25日、レイディックス）
- SEXは世界を救う II（2005年3月15日、アレックス）
- SEXは世界を救う III（2005年4月15日、アレックス）
- 【美熟女マガジン】マドンナ倶楽部 2（2005年6月17日、アリスJAPAN）
- 童貞狩り 熟女（2005年6月30日、センタービレッジ）
- 熟女カウンセラー マル秘セックス相談（2005年7月14日、センタービレッジ）
- 熟れ専! 18 男喰い熟女 四十路の本能（2005年9月23日、アカデミック）
- 完熟オナニー 3 私の淫らな姿を見て（2006年4月22日、アカデミック）
- 青山愛大学（2009年8月、MOODYZ）
- 熟女訪問販売　和服みだれ濡れ（2010年、大蔵映画）
- 目指せ!変態催眠アイドル（2011年、トラウマアート） 女流催眠術師役
- 紅蓮のアマゾネス（2013年、MOTHERS ENTERTAINMENT PICTURES）
- 新 熟女童貞狩り 青山愛の催眠童貞喪失カウンセリング（2013年、センタービレッジ）

## Vシネマ
- HlGH CLASS（2010年） 香織役
- ピストル楊（2012年） 忍役
- 踊るやくざ YAKUZA-MAN参上！（2012年、メディアスタッフビジョン）
- 手術医が口外できない本当にあった怖い話（2013年）　女医役
- パイナルファンタジー(2013年）精霊役
- サドフィード（2013年）MR役

## 映画
- ドラ猫バズーカ 暴れあばずれ（2010年） 主演
- 神の血（2010年）
- 踊るやくざII〜YALUZA-MAN参上（2012年） 杏佳役

## テレビドラマ
- 娼婦と淑女（2010年） 娼婦役
- プロゴルファー花（2010年） ゴルファー役
- 世にも奇妙な物語 「缶けり」（2011年、主演：永作博美） キャリアウーマン役